# Michel Debost
Michel Debost, né le 20 janvier 1934 à Paris, est un flûtiste français.
Diplômé du Conservatoire de Paris en 1954, il est lauréat de nombreux grands concours internationaux dont Moscou (1957), Prague (1960), Genève (1961), Munich (1960 et 1964).
Il a exercé la fonction de flûtiste solo à la Société des concerts du Conservatoire puis à l'Orchestre de Paris de 1960 à 1990. Il a également été professeur au Conservatoire de Paris de 1982 à 1990.
Il a enseigné au conservatoire de musique d'Oberlin (Ohio) de 1989 à 2011.